# Westerdam (schip, 2004)
De Westerdam is een cruiseschip van de Holland-Amerika Lijn. De Westerdam is het zusterschip van de Zuiderdam, de Noordam en de Oosterdam. Het schip is in gebruik genomen op 24 april 2004.

## Coronavirus
Begin februari 2020 bleek dat de Westerdam in verschillende havens niet welkom was vanwege maatregelen rond de coronavirus-uitbraak in de regio. Op 13 februari kon het schip ten slotte aanmeren en haar passagiers van boord laten gaan in de Cambodjaanse havenstad Sihanoukville.

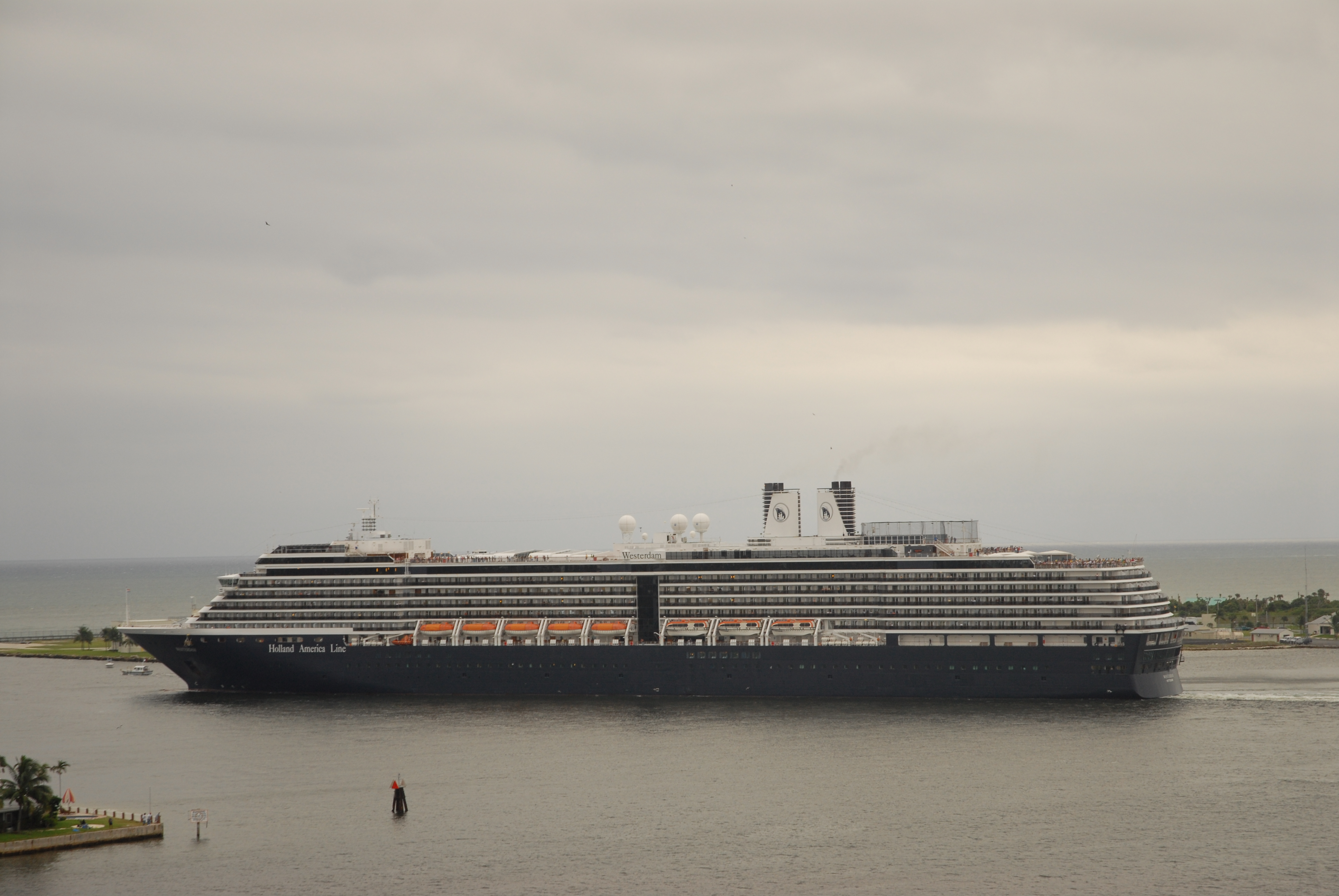
De Westerdam in oktober 2008
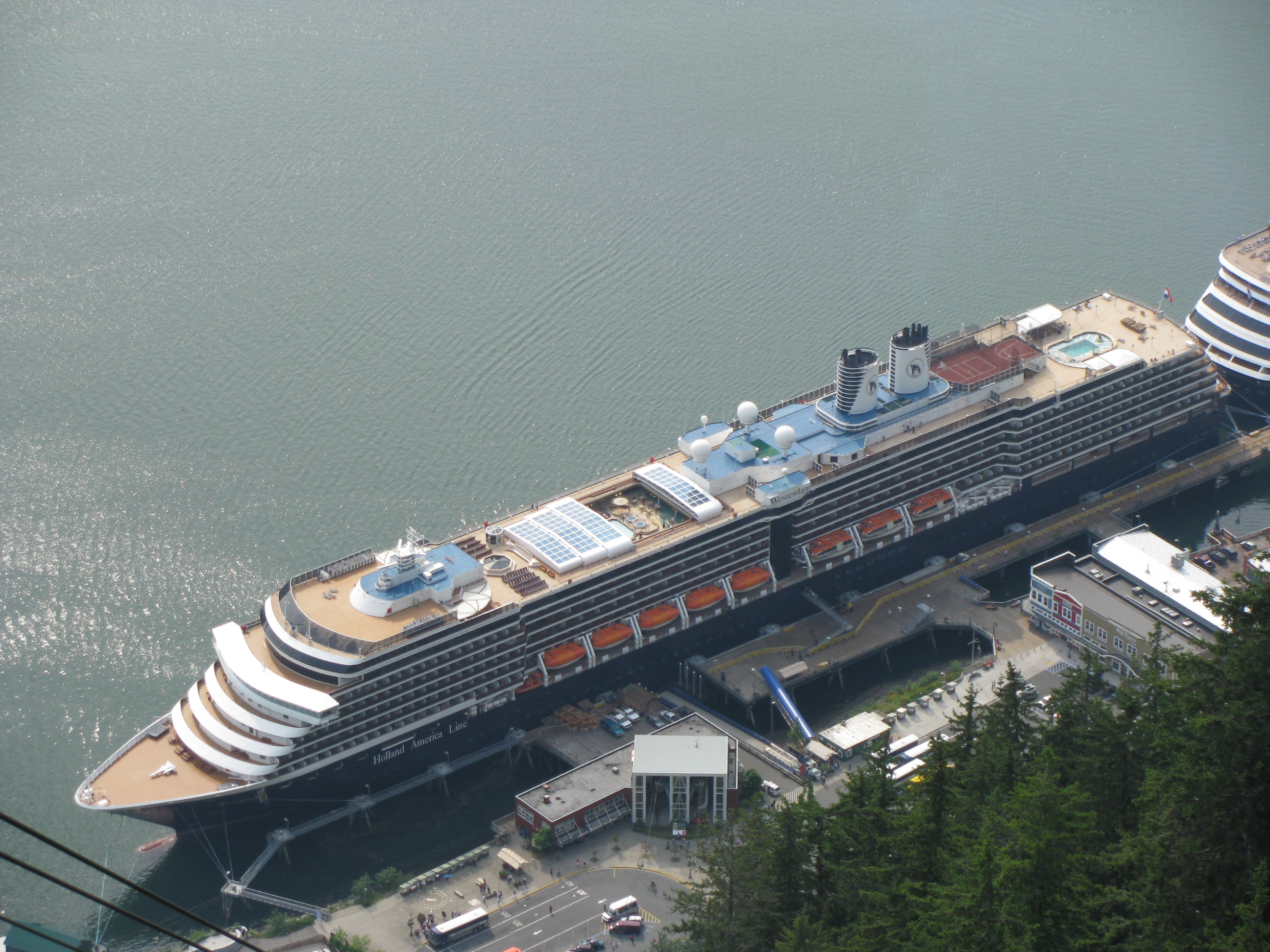
In Juneau (Alaska) (2008)
In Thessaloniki (2010)
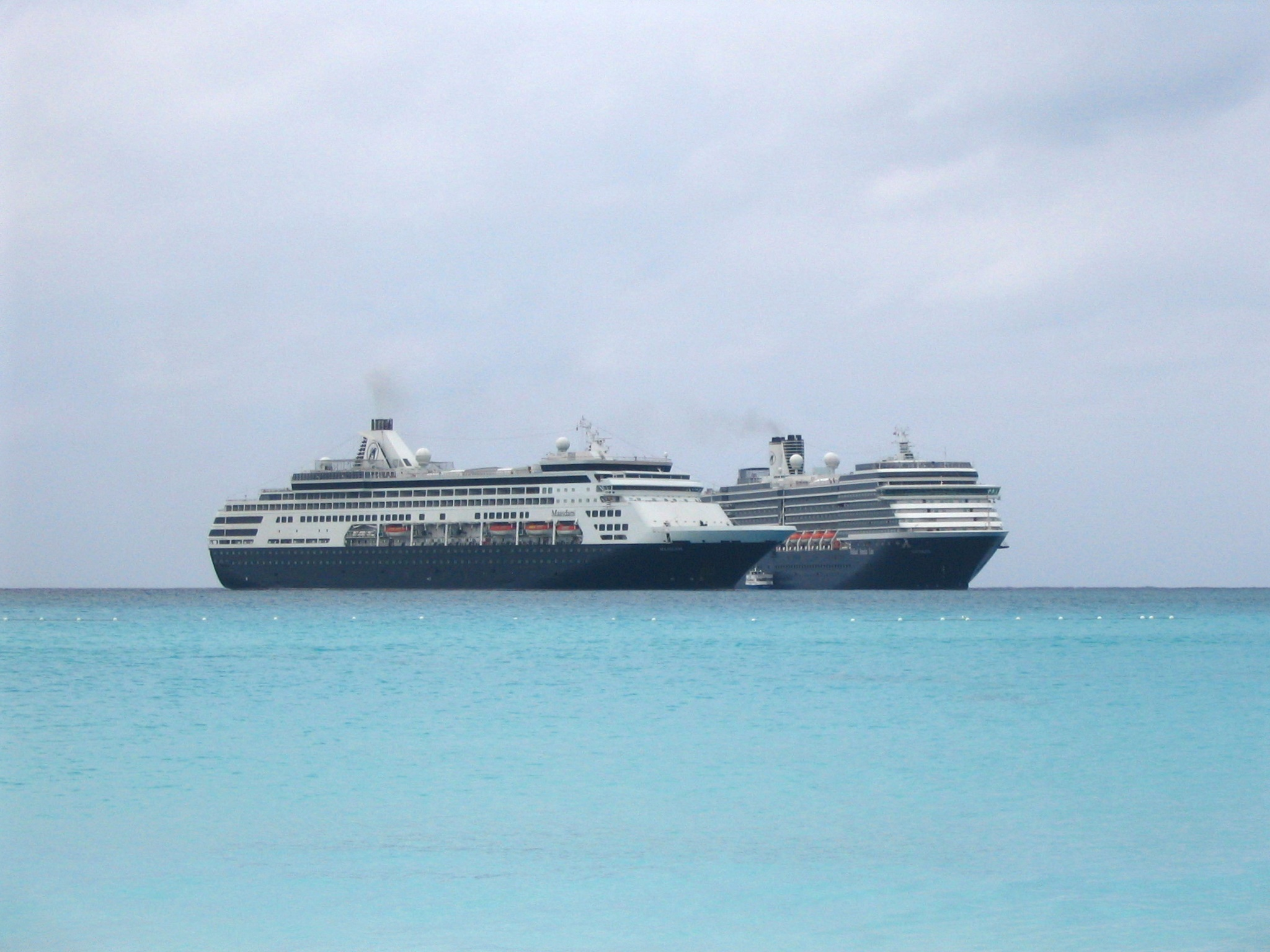
De Westerdam en de Maasdam bij het Bahamaanse eiland Half Moon Cay